# Terremoto del paso Drake de 2025
El terremoto del paso Drake de 2025 fue un terremoto ocurrido el viernes 2 de mayo de 2025, que alcanzó una magnitud de 7,4 en la escala de magnitud del Momento y de 7,5 en la escala de Ritcher, con epicentro a 218 kilómetros al sur de Puerto Williams. Con una profundidad de 10 kilómetros, el sismo se produjo por la acción de las placas Scotia y antártica. Es el terremoto de mayor magnitud en el extremo austral de Chile y Argentina desde el terremoto de Tierra del Fuego de 1949.
Debido a la intensidad del sismo, el Servicio Hidrográfico y Oceanográfico de la Armada de Chile (SHOA) declaró amenaza de tsunami en la región de Magallanes y de la Antártica Chilena. Posteriormente, el SHOA modificó el estado de amenaza a «precaución» para el territorio continental chileno, mientras que para la Antártica canceló las posibilidades de tsunami.

## Antecedentes

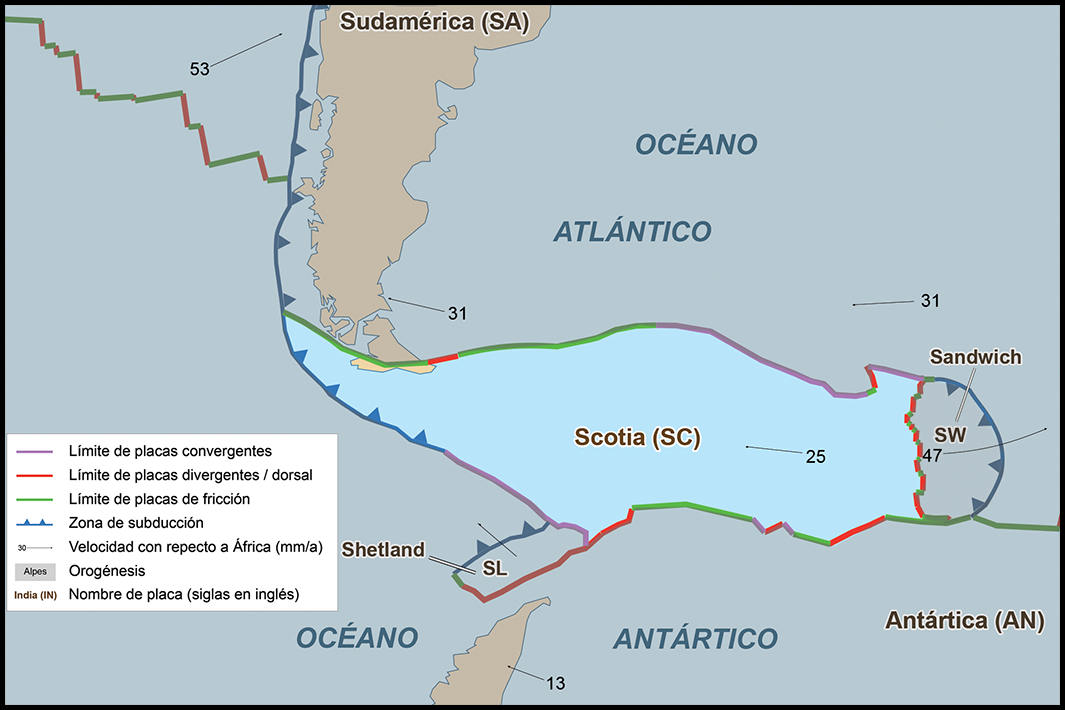
Ubicación de la placa de Scotia.

Entre el extremo austral de Sudamérica y la Antártida, se encuentra el Paso Drake y, hacia el oriente de él, se extiende una porción del mar que circunda la Antártica llamado Mar de Scotia, el cual coincide con la placa tectónica homónima que se encuentra como una cuña entre las placas antártica y sudamericana. Dicha placa está sobre un fondo oceánico que va desde los 3800 m de profundidad, en su extremo occidental, hasta casi los 2300 en el límite oriental, ascendiendo así hacia el sureste en forma escalonada.
En años recientes, se han registrado terremotos en esta zona en 2003, 2013, 2018 y 2021. Todos ellos, a pesar de su magnitud y poca profundidad, no ocasionaron daños ni marejadas o tsunamis que puedan llegar a las costas chilenas o a las de las islas Malvinas.
De acuerdo con el director del Laboratorio de Geotsunami de la Pontificia Universidad Católica de Valparaíso, Marco Cisternas, los terremotos en la zona son menos frecuentes pues la placa antártica se mueve más lentamente que la de Nazca, pero que la similitud del terremoto del paso Drake con los del resto de Chile, como el del 2010 y del 2015, es que fue generado por una falla inversa.

## Acontecimientos
El terremoto se registró a las 08:58 hora de Chile continental (11:58 GMT) del 2 de mayo de 2025 a 228 kilómetros del Cabo de Hornos y a 220 kilómetros de Ushuaia, exactamente en el Paso Drake. De acuerdo al reporte del Centro Sismológico Nacional de Chile, el epicentro se ubicó a 218 kilómetros al sur de Puerto Williams y a 10 kilómetros de profundidad, muy cerca de la superficie. El sismo alcanzó una máxima intensidad percibida de IV en la escala de Mercalli en la comuna de Timaukel, en la Región de Magallanes y La Antártica Chilena.  En Punta Arenas, la capital de la región de Magallanes, el terremoto fue apenas perceptible, con una magnitud III.
El geofísico de la Universidad de Magallanes, Matías Troncoso, describió que el sismo en Puerto Williams «inició lentamente y alcanzamos un peak un minuto y medio después del inicio y terminó a los tres o cuatro minutos. La mayor percepción fueron los movimientos de las estufas y cañerías» y que el sismo se sintió como «un movimiento suave, intenso, pero no de alta frecuencia por la distancia a la que nos encontramos en el epicentro».  No se reportaron daños materiales ni personas afectadas o heridas en territorio chileno.
En Argentina, el movimiento telúrico fue percibido por los habitantes de Ushuaia, Tolhuin y Río Grande, en la provincia de Tierra del Fuego, sin haberse reportado daños.
Durante las primeras horas de sucedido el terremoto, se produjo una decena de réplicas siendo la más fuerte una ocurrida a las 9:07 horas, con una magnitud de 6,1, localizada a 245 kilómetros al sur de Puerto Williams.
La Oficina Nacional de Administración Oceánica y Atmosférica de Estados Unidos (NOAA, por sus siglas en inglés) informó que se podían esperar olas de entre 30 cm a 1 metro en la Antártida, y de entre 1 y 3 metros en el resto del territorio chileno.  Las autoridades chilenas anunciaron que las horas estimadas para la llegada de las olas serían las siguientes:
- Base Prat: 2 de mayo, 11:35
- Base O’Higgins: 2 de mayo,12:00
- Caleta Meteoro: 2 de mayo, 13:49
- Puerto Williams: 2 de mayo, 14:50
- Puerto Edén: 2 de mayo, 21:07
- Punta Arenas: 3 de mayo, 02:25
- Bahía Gregorio: 3 de mayo, 02:26

Las olas del tsunami causaron graves daños en una reserva natural en Cabo Vírgenes, Argentina.

## Reacciones

### Chile
Tras el terremoto, el Servicio Hidrográfico y Oceanográfico de la Armada estableció a las 10:22 estado de alerta (luego degradado a estado de precaución) para el borde costero continental de la Región de Magallanes, y estado de precaución para el Territorio Chileno Antártico. En atención a estos antecedentes, el SENAPRED solicitó evacuar a zona segura en la zona costera del territorio continental de la Región de Magallanes y abandonar la zona de playa en el Territorio Chileno Antártico. Ambos procesos fueron reforzados mediante el envío de mensajería SAE.
Los habitantes de Puerto Williams, centro urbano más cercano al epicentro, comenzaron a evacuar hacia zonas altas de la ciudad de manera espontánea tras ocurrido el sismo.  A las 10:38 se reportaba la evacuación de unas 1 800 personas en las comunas de Puerto Williams, Puerto Natales, Porvenir y Río Verde, así como de 32 personas desde las bases antárticas Prat y O'Higgins. La evacuación preventiva fue cancelada poco antes de mediodía.

### Argentina
La Secretaría de Protección Civil de Tierra del Fuego emitió un comunicado con medidas preventivas ante las eventuales grandes olas en la región al sur del continente, declarando la paralización de las actividades acuáticas y de navegación en el canal Beagle.